# Gastrotheca megacephala
Gastrotheca megacephala es una especie de anfibio anuro de la familia Hemiphractidae.

## Distribución geográfica
Esta especie es endémica de Brasil. Se encuentra en los estados de Bahía y Espírito Santo.

## Descripción
Los machos miden hasta 79 mm y las hembras miden hasta 99 mm.

## Publicación original
- Izecksohn, Carvalho-e-Silva & Peixoto, 2009: Sobre Gastrotheca fissipes (Boulenger, 1888), com a descrição de uma nova espécie (Amphibia, Anura, Amphignathodontidae). Arquivos do Museu Nacional, Río de Janeiro, vol. 67, n.º 1/2, p. 81-91[3]